# داشکسن (آذرشهر)
داشْکَسَنْ یکی از روستاهای استان آذربایجان شرقی است که در دهستان شیرامین بخش حومه شهرستان آذرشهر واقع شده‌است.
داشکسن یکی از روستاهای تاریخی منطقه‌است که هم‌اکنون بقایای آثار باستانی در گوشه و کنار آن به چشم می‌خورد. دلیل نام‌گذاری این روستا بدین نام، معادن سنگ مرمر و آهک موجود در کوه‌های اطراف این روستا است. داشکسن از سمت غرب به دریاچهٔ ارومیه مشرف است. این روستا از سمت شرق به بزرگراه تبریز - کردستان و از سمت غرب به راه‌آهن تبریز - تهران دسترسی دارد. بدلیل خشک شدن تدریجی دریاچه ارومیه در این روستا لطمه زیادی به کشاورزی روستا وارد آورده‌است.
این روستا دارای جمعیتی برابر ۴۷۵نفر طبق سرشماری سال ۹۰ را دارا است در ضمن مردم این روستا به دلیل خشک شدن دریاچه و زندگی در مجاورت آن دچار اختلالات پوستی ریه‌ای شده‌اند.
آثار به جا ماندهٔ روستا ی تاریخی در مجاورت این روستا وجود دارد که باستان شناسان با به دست اوردن و تحقیق روی فسیل وسفال در ان ناحیه قدمت ان را ۲۰۰۰سال قبل از میلاد مسیح تخمین می زنند در ضمن برای اثبات این موضوع تپهٔ باستانی گفته‌های ما را اثبات می‌کند.

## جغرافیا
آبفشانهایی در اطراف این روستا وجود دارد که آب آنها به شدت تلخ هستند. در واقع گاز موجود در طبقات زیرین لایه‌های سنگی به سطوح بالاتر نشت می‌کند و آب موجود در لایه‌های زیرین نیز به همراه گاز به صورت افشان به بیرون راه پیدا می‌کند. به باور زمین شناسان، وجود منابع نفتی در این مناطق دور از ذهن نیست. به نظر می‌رسد که در گذشته‌های دور تعداد و شدت افشان این آبفشانها بیشتر بوده است. جابجایی و کوچ مردم این روستا که در گذشته دور در کوهپایه کوه مشرف بر روستای کنونی بوده این ادعا را ثابت می‌کند. از بقایای ظروف سفالی بجا مانده روستای قبلی و شکل قبرهای قدیمی، اطلاعات مفیدی در باره گذشته این روستا می‌توان بدست آورد.